# Lankesterella gnomus
Lankesterella gnomus là một loài thực vật có hoa trong họ Lan. Loài này được (Kraenzl.) Hoehne mô tả khoa học đầu tiên năm 1944.